# Litij 12-hidroksistearat
Litij 12-hidroksistearat je vrsta litijevega mila in pomemben sestavni del mnogih mazalnih mast. Eden od primerov je Olma lis ep ali olmaplex ep-2 nlgi2 mazalna mast katero uporabljamo za mazanje delov, ki prenašajo visoke obremenitve, kot so ležaji, osi in zglobi. Masti so posebno primerne za mazanje delov osebnih avtomobilov, tovornjakov, kmetijskih strojev in raznih strojnih delov v industriji.
Lastnosti masti so dobra odpornost proti oksidaciji in obrabi, dobre EP in protikorozijske lastnosti zagotavljajo optimalno mazanje v dolgem časovnem obdobju, dobra sposobnost črpanja celo pri nizkih temperaturah, zelo dobra oprijemljivost na kovinske površine, uporabnost v območju višjih obratovalnih temperatur. Olma lis ep masti so izdelane iz zgoščevalca na osnovi litijevega mila višjih maščobnih kislin, visoko kvalitetnega mineralnega olja, EP (Extreme pressure) aditivov, inhibitorjev korozije in antioksidantov. 

Ta izdelek vsebuje snovi, ki so uvrščene kot zdravju nevarne (glej varnostni list).

## Uporaba
Litij 12-hidroksistearat eksponati visoko oksidacijsko stabilnost in točka pada do približno 200 °C. Najbolj masti danes uporabljajo v motornih vozil, zrakoplovov in težkih strojev vsebujejo litij stearate , predvsem litij 12-hidroksistearat.  Masti se lahko izvede z dodajanjem različnih kovinskih mil. Nekateri pogosti dodatki so natrij , barij , litij in kalcij . Litijeve masti so najprimernejša za njihovo vodoodpornost in njihovo oksidacijo in mehanske stabilnosti. Glede na maščobo, imajo tudi dobre rezultate pri visokih ali nizkih temperaturah, vendar ne tako visoke in nizke iz iste formule. Ostali pa so nekatere od teh značilnosti, vendar nihče jih vsi razen litija.
OLMAPLEX EP-2 priporočamo za vsa mesta mazanja z mastmi na bazi litijevih mil, še posebno pa v primerih, kadar pričakujemo od maziva podaljšano dobo mazanja in dobro zaščito pred korozijo. Kot mazalno mast jo lahko uporabimo v večini industrij, od mazanja majhnih, nižje obremenjenih do visoko obremenjenih drsnih ali kotalnih ležajev.
Mast OLMAPLEX EP-2 uporabljamo za mazanje ležajev elektromotorjev v kemični industriji, ležajev avtomobilskih sklopk, visoko obremenjenih ventilatorjev ter visoko obremenjenih gradbenih strojev.
Mast OLMAPLEX EP-2 je uporabna v temperaturnem območju med -30 °C in 160 °C, kratkotrajno do 200 °C.

## Lastnosti
Litijeva kompleksna mast, ki tvori izjemno čvrst mazalni film. Izjemno homogena mast, olje in zgoščevalec se ne ločita niti ob izjemno visokih obremenitvah ali dolgotrajni uporabi v sistemu mazanja. Odlična odpornost na visoke pritiske in dobre protiobrabne lastnosti. Dobre antikorozijske in protioksidacijske lastnosti. Netopnost v vodi in odpornost proti izpiranju z vodo. Mast zadržuje svojo konsistenco tudi ob povišanju temperature do katere lahko pride v ležajih avtomobilskih koles ob močnem zaviranju.

## Sestava
OLMAPLEX EP-2 je sestavljena iz zgoščevalca na osnovi litijevega kompleksnega mila, visokorafiniranega baznega olja, ki vsebuje pod 3% PCA, EP-AW aditivov, inhibitorjev korozije in antioksidantov.

## Proizvodnja
Za proizvodnjo litij 12-hidroksistearat, litijev hidroksid hidrat in maščobne kisline so združeni v vodnem mediju. Z močnem mešanju razredčimo monohidrata litijevega hidroksida počasi dodamo k disperziji maščobne kisline v vodo, segreto na nekoliko pod vreliščem. Ker je ta litijeve mila težko filtrirati, se zberejo z razpršilnim sušenjem. Za aplikacije se litij 12-hidroksistearat razpršene v sintetičnih olj, kot so silikonska olja in estra olja . Sintetična olja so najprimernejša za njihovo večjo stabilnost in zmožnost delovanja pri ekstremnih temperaturah.
12-hidroksistearinsko kislino pripravimo s hidrogeniranjem v ricinovega olja .  Po primarni reakcijo nasičenosti večine dvojnih vezi , dehidracija in zmanjšanje hidroksilne skupine pripelje do stearinske kisline . Hidrogenirano ricinusovo olje rezultatov v zmesi 12-hidroksistearinsko kisline in stearinska kislina. 

## Varnostni list po 1907/2006/ES,Člen 31
Vsak material, plin, tekočina mora imeti po zakonu varnostni list.

Primer varnostnega lista:http://webshop.olma.si/documents/files/Product/OLMAPLEX%20EP%202.pdf Arhivirano 2016-03-04 na Wayback Machine.